# .bn
.bn (Brunei) é o código TLD (ccTLD) na Internet para o Brunei.